# Geografija Južne Afrike
Južna Afrika zavzema južno konico Afrike, njena obala se razteza več kot 2850 kilometrov od puščavske meje z Namibijo na atlantski (zahodni) obali proti jugu okoli konice Afrike in nato severovzhodno do meje z Mozambikom na indijski (vzhodni) obali. Nižinsko ležeče obalno območje je na večjem delu te razdalje ozko in kmalu preide v gorsko strmino (Veliki rob) ali Robno gorovje, ki ločuje obalo od visoke celinske planote. Ponekod, zlasti v provinci KwaZulu-Natal na vzhodu, večja razdalja loči obalo od Velikega roba. Čeprav je večina države razvrščena kot polsušna, ima precejšnje razlike v podnebju in topografiji. Skupna površina kopnega je 1.220.813 km2. Ima 23. največjo izključno gospodarsko cono s 1.535.538 km2.
Južnoafriška osrednja planota vsebuje samo dve večji reki: Limpopo (katere del si deli z Zimbabvejem) in Oranje (s pritokom Vaal), ki teče s spremenljivim tokom po osrednji pokrajini od vzhoda proti zahodu in se na namibijski meji izliva v Atlantski ocean.
Vzhodno in južno obalno regijo odvajajo številne krajše reke. Ob sušni zahodni obali severno od 31°30′ J je zelo malo obalnih rek.
V tako suhi deželi so jezovi in namakanje izjemnega pomena: največji jez je Gariep na reki Oranje.

## Topografska delitev
Tako kot večji del afriške celine južno od Sahare tudi pokrajino Južne Afrike prevladuje visoka osrednja planota, obdana z obalnimi nižavji. Ta planota je obrobljena z Veliko strmino, ki se razteza proti severu do približno 10° južno od ekvatorja (tj. v Angolo na zahodu in Muchinga strmino v Zambiji na vzhodu.[1])

### Veliki rob (Robno gorovje)
V Južni Afriki je planota najvišja na vzhodu, kjer se njen rob giblje po nadmorski višini med 2000 m in 3300 m. Ta rob planote, ko se kopno strmo spusti proti obalni nižini, tvori zelo visoko, strmo pobočje, znano kot Zmajevo gorovje (Drakensberg). Južni in zahodni del pobočja nista tako visoka kot Drakensberg, ampak ju poznamo tudi pod številnimi lokalnimi imeni, ki se vsa imenujejo 'gore' (ali berge v afrikanščini), čeprav so deli pobočja, katerega vrh je osrednja planota, kot je gora Groenberg. Z obalne nižine pa je pobočje videti kot vrsta gora, od tod tudi imena.
Del Robnega gorovja, ki bi ga lahko označili za 'goro', je tam, kjer tvori mednarodno mejo med KwaZulu-Natalom in Lesotom. Lesotsko višavje tvori lokalno visoko točko na osrednji planoti. To je zato, ker je prekrit s 1400 m debelo plastjo proti eroziji odporne lave, ki je privrela in se razširila po večini južne Afrike, ko je bila še del Gondvane. Večina te lave je erodirala skupaj s plastjo sedimentnih kamnin Karu, debelo nekaj kilometrov, na vrhu katere se je lava izlila pred 182 milijoni let. Le majhen del te lave je ostal in pokriva večji del Lesota. Globoko so ga erodirali pritoki reke Oranje, ki odmakajo to visokogorje proti jugozahodu (tj. proč od roba). To daje tej visoki regiji zelo razgiban, gorat videz.

### Osrednja planota
Osrednja planota (razen Lesotskega višavja) tvori večinoma ravno, nagnjeno površino, ki je, kot je navedeno zgoraj, najvišja na vzhodu in se rahlo spušča proti zahodu (na približno 1000 m nadmorske višine). Spuščanje proti jugu je manj izrazito (južni in jugozahodni robovi planote so na približno 1600 do 1900 m nadmorske višine). Planota se prav tako spušča navzdol, proti severu od približno 25° 30' J zemljepisne širine, v 150 milijonov let staro razpadlo riftno dolino, ki se zareže v osrednjo planoto in lokalno zabriše Veliki rob, in tvori tisto, kar je danes znano kot Limpopo Lowveld na manj kot 500 m nadmorske višine. Reke, ki odmakajo planoto, torej tečejo proti zahodu, nazadnje preko reke Oranje, v Atlantski ocean. Severno od Witwatersranda, kjer se zemljišče začne spuščati proti severu, je drenaža v reko Limpopo in od tam v Indijski ocean.

### Obalna ravnica
Obalna nižina, katere širina se spreminja od približno 60 km na severozahodu do več kot 250 km na severovzhodu, se običajno rahlo spušča navzdol od vznožja roba do obale. Številne sorazmerno majhne reke odmakajo to območje, več jih je v regijah KwaZulu-Natal in vzhodnem srednjem delu, kjer izvirajo na dobro navodnjenih pobočjih Visokega roba, kot drugod. Na zahodu je takšnih rek zelo malo zaradi sušnosti regije.

### Gorovje Cape Fold
Na jugu in jugozahodu obalna nižina vsebuje niz gorskih verig, ki potekajo vzporedno z obalo. To so gorovje Cape Fold, katerih kamnine so bile narinjene pred 510 – 350 milijoni let in so bile nato zmečkane v vrsto vzporednih gub zaradi trka Falklandske planote na jug tistega, kar naj bi postalo Afrika, ko je bila del Gondvane. Ti nizi vzporednih gub so v obliki črke L, pri čemer zahodni del poteka v smeri sever-jug, vzhodni del pa v smeri vzhod-zahod, v skupni dolžini približno 800 km. Pravi kot L je v jugozahodnem kotu države, tik v notranjosti od Kapskega polotoka in Cape Towna. Te gube ležijo vzdolž obale na jugu in po večini svoje dolžine skupaj niso širše od 100 km. Na zahodu jih od obale loči izrazita obalna nižina.
Tla dolgih dolin med vzporednimi gorskimi verigami so sestavljena iz rodovitne prsti, sestavljene iz preperelih blatnikov, ki pripadajo skupini Bokkeveld Cape Superskupine, v nasprotju s hranilno revnimi, peščenimi prstmi na gorah iz kvarcitnega peščenjaka na obeh straneh dolin. Padavin je na splošno malo, na meji s polsušnim (ali odkrito polsušnim v, na primer, Malem Karuju). Kmetijstvo, ki vključuje vinogradništvo in sadjarstvo, je torej odvisno od namakanja iz rek z izviri v gorah, ki so pozimi pogosto prekrite s snegom. Mali Karu je znan po vzreji nojev, sprva v poznih 19. stoletjih zaradi njihovega perja, danes pa vključuje nojevo usnje in nojevo meso, ki je zelo pusto in posebej okusno.
Gorovje Cape Fold je ločeno od Velikega roba s približno 100–150 km široko ravnino, znano kot Spodnji Karu (ne smemo ga zamenjevati z »Malim Karujem«) na nadmorski višini približno 600–800 m. Geološko in geografsko sta gorovje Cape Fold in Veliki rob precej različni in neodvisni enoti.

### Obala
Južnoafriška obala je izredno gladka, z zelo malo naravnimi pristanišči. Razlog je v tem, da se je južna Afrika v zadnjih 180 milijonih let nenehno dvigovala, še posebej v zadnjih 20 milijonih let. Sedanja obala je bila torej nekoč del podvodnega epikontinentalnega pasu, ki vsebuje zelo malo globokih grap ali sotesk. Nasprotno pa se ugrezana obala, kot je norveška, nagiba k temu, da postane globoko razčlenjena tam, kjer je morje poplavilo stare rečne soteske in ledeniške doline.

## Regionalna delitev

### Highveld (Veliki Veld)
Osrednja planota je razdeljena na več izrazito različnih območij (čeprav z zelo nejasnimi mejami), predvsem zaradi porazdelitve padavin po Južni Afriki: vlažna na vzhodu in vse bolj suha in sušna na zahodu. Najbolj namočen in rodoviten del osrednje planote je Highveld, ki zavzema osrednji vzhodni del planote. Na splošno je med 1500 in 2100 m nadmorske višine, najvišje na robu pobočja na vzhodu (Mpumalanga Drakensberg) in se spušča proti jugu in zahodu. Njegova južna meja se pogosto šteje za reko Oranje, od koder je nadaljevanje planote znano kot Veliki Karu, razen majhnega pasu južno od Lesota, ki je pogosto vključen v Highveld. Na zahodu Highveld prehaja v suho savano Griqualand West, za katero leži puščava Kalahari. Ta meja je zelo nejasna. Highveld torej obsega celotno Ssvobodno državo in sosednji pas provinc severno od nje. Letno prejme med 400 in 1200 mm dežja in je večinoma ravna travnata ravnica. Velik del območja je namenjen komercialnemu kmetovanju, vendar vsebuje tudi največje somestje Južne Afrike v provinci Gauteng, središče rudarske industrije zlata. Toda na Highveldu so tudi pomembni rudniki premoga, ki so povezani z glavnimi južnoafriškimi elektrarnami za proizvodnjo električne energije.
Zemljišče je na splošno ravno ali rahlo valovito. Le nekaj skalnatih grebenov štrli iz te ravnine: Vredefort Dome, greben Witwatersrand in Magaliesberg severno od Pretorie, od koder se Highveld umakne Bushveldu na severu.

### Lowveld
Južnoafriški del obalnega pasu med Limpopom in Mpumalanga Drakensberg ter oceanom, skupaj z dolino reke Limpopo, se imenuje Lowveld. Te nižine pod približno 500 m nadmorske višine tvorijo južnoafriško severno mejo z Bocvano in Zimbabvejem, kjer se 180 milijonov let stara razpadla riftna dolina zareže v osrednjo planoto južne Afrike in lokalno zabriše Veliki rob. Reki Limpopo in Save tečeta od srednjeafriškega višavja preko Lowvelda v Indijski ocean na vzhodu. Limpopo Lowveld se razteza proti jugu, vzhodno od pobočja Zmajevega gorovja (Drakensberg) skozi provinco Mpumalanga in na koncu v vzhodni Esvatini. Ta južni del Lowvelda je omejen z mejo Južne Afrike z Mozambikom na vzhodu in severovzhodnim delom Drakensberga na zahodu. Ta regija je na splošno bolj vroča in manj intenzivno obdelana kot Highveld.
Lowveld je bil včasih znan kot dežela mrzlice, ker je bila malarija, ki so jo prenašali komarji, endemična za skoraj celotno območje. Pred sredino 20. stoletja je bil Lowveld tudi dom muhe cece, ki prenaša spalno bolezen na ljudi in trypanosomiasis na živali, zlasti konje popotnikov, ki so poskušali doseči zlata polja Highveld in Witwatersrand iz Maputa.
Lowveld je znan po visoki koncentraciji velike divjadi, vključno z večjimi živalmi, kot so afriški slon, nosorogi, Kafrski bivol, velike mačke (lev, leopard in gepard), zebre in širok izbor antilop, medtem ko so počasi tekoči potoki in mokrišča Lowvelda zatočišče za povodne konje in krokodile. Življenje ptic je prav tako osupljivo bogato in raznoliko. Ta divjad je še posebej koncentrirana v Krugerjevem narodnem parku, ki je v vzhodnih območjih Lowveld provinc Mpumalanga in Limpopo, vzdolž skoraj celotne meje z Mozambikom. Vendar pa je veliko zasebnih ribogojnic in rezervatov divjadi mogoče najti tudi drugje v Lowveldu.

### Bushveld
Lowveld se delno prekriva z ekoregijo suhe savane, znano kot Bushveld, kotlino, za katero so značilna odprta travišča z raztresenimi drevesi in grmovjem. Nadmorska višina se giblje med 600 in približno 900 metri. Bushveld je eden največjih in najbolj znanih večplastnih kompleksov magmatskih mineralov na svetu. Bushveld, ki pokriva območje približno 350 krat 150 kilometrov, ima obsežna nahajališča platine in kroma ter znatne zaloge bakra, fluorita, zlata, niklja in železa.
Severni rob Bushvelda, kjer se ravnice dvignejo do niza visokih planot in nizkih gora, tvori južni rob Lowvelda in dolino reke Limpopo v severni provinci. Te gore vključujejo Waterberg (Črne gore) in pogorje Soutpansberg. Pogorje Soutpansberg doseže 1700 metrov nadmorske višine, preden se spusti v dolino reke Limpopo in na mejo med Južno Afriko in Zimbabvejem. Zahodno od Bushvelda, Highvelda in Lowvelda je južni bazen puščave Kalahari, ki meji na Namibijo in Bocvano na nadmorski višini od 600 do 900 metrov.

### Karu
V zahodnem delu Južne Afrike na celinski strani gorovja Cape Fold prevladuje Veliki Karu, polpuščavsko območje, ki ga Veliki rob deli na Zgornji Karu (na nadmorski višini 1100–1600 m) in Spodnji Karu (na nadmorski višini 600–800 m). Od Velikega Karuja ga ločuje gorovje Swartberg, Mali Karu.
Na jugozahodu, ki poteka vzporedno z obalo, gore Cape Fold Belta tvorijo vrsto verig, ki potekajo v obliki črke L z nizom, ki teče v smeri sever-jug, in drugim nizom, ki teče vzhod-zahod, s stičiščem med obema na Kapskem polotoku. Pogorja sever-jug, vzporedna z atlantsko obalo, vključujejo Cederberg in Groot Winterhoek in imajo vrhove, visoke blizu 2000 metrov. Vzhodno-zahodna območja, vzporedna z južno obalo, vključujejo Swartberg (Črne gore) in Langeberg z vrhovi, višjimi od 2200 metrov. Gore Cape Fold Belta tvorijo južne in zahodne meje Velikega Karuja. Druge meje Velikega Karuja so samovoljne in slabo definirane. Na severu Karu preide v še bolj sušno Bushmanland. Na severovzhodu se reka Oranje pogosto obravnava kot meja med Karujem in Highveldom. Na vzhodu Karu prehaja v travnike Eastern Midlands.
Mesto Sutherland je v regiji Roggeveld v Zgornjem Karuju s srednjimi zimskimi temperaturami do –15 °C in velja za najhladnejše naseljeno mesto v Južni Afriki.
Mali Karu od Velikega Karuja loči gorovje Swartberg (Črne gore). Leži v 290 km dolgi, ozki (40–60 km široki) dolini v gorovju Cape Fold, z verigo Swartberg na severu in verigo Langeberg-Outeniqua na jugu. Je tako sušno kot Veliki Karu, razen ob vznožju Swartberga, ki je dobro zalito s potoki, ki se zlivajo po gorah. Mali Karu je središče gojenja nojev, zlasti okoli mesta Oudtshoorn.

### KwaZulu-Natal
KwaZulu-Natal je južnoafriška provinca, ki v celoti leži pod Velikim robom, ki tvori njene zahodne in jugozahodne meje. Zato je del južnoafriškega 'obalnega pasu', ki je v večjem delu te regije širok več kot 220 km. Regijo lahko razdelimo na tri ločena geografska območja. Nižinsko območje ob obali Indijskega oceana je na jugu izredno ozko, na severnem delu province se razširi, medtem ko osrednje Natalsko sredozemlje sestoji iz valovite gričevnate, 1000 m visoke planote, ki se dviga do 1500 m proti zahodu, ob vznožju Velikega roba. Veliki rob, tukaj znan kot Zmajevo gorovje (Drakensberg), skupaj z gorovjem Lebombo na severu tvori gorata območja province.
Obalne regije so običajno prekrite s subtropskim goščavjem, medtem ko globlje grape in strma pobočja rečnih dolin gostijo afromontanski gozd. Srednje območje je pokrito z vlažnimi travišči z izoliranimi žepi afromontanskega gozda. Sever je v glavnem sestavljen iz vlažnega habitata savane, medtem ko regija Drakensberg gosti večinoma alpska travišča.
Večina KwaZulu-Natal Drakensberga je na nadmorski višini 2000 m, toda tam, kjer tvorijo mejo z Lesotom, se dvignejo na več kot 3000 m. Gore Lebombo so dolga ozka veriga, ne veliko višja od 700 m, ki poteka vzdolž meje Mozambika z Južno Afriko in Esvatinijem. Od Esvatinija se območje nadaljuje proti jugovzhodu približno 40 km v KwaZulu-Natal.
V Drakensbergu izvira veliko rek. Te so v pokrajino KwaZulu-Natal vrezale precej globoke doline in občasno soteske, zaradi česar ima provinca zelo hribovit videz. Dolina tisočerih gričev med Durbanom in Pietermaritzburgom je še posebej spektakularna. Največja reka je Tugela, katere del vode izvira na Highveldu, da dopolni oskrbo z vodo velikih industrijskih mest Gauteng.
Pokrajina vsebuje bogata območja biotske raznovrstnosti različnih rastlinskih in živalskih vrst. Mokrišče iSimangaliso in park uKhahlamba Drakensberg sta bila razglašena za Unescov seznam svetovne dediščine. Mokrišča iSimangaliso, skupaj s parkoma uKhahlamba Drakensberg in Ndumo, so mokrišča mednarodnega pomena za selitvene vrste in so označena kot ramsarska območja. Južna Afrika je leta 1971 podpisala Ramsarsko konvencijo, da bi poskušala ohraniti in zaščititi pomembna mokrišča zaradi njihovega pomena za habitate in številne vrste.
Regija ima raznoliko, a zeleno podnebje zaradi svoje raznolike in kompleksne topografije. Na splošno je obala subtropska, celinske regije pa pozimi postajajo vse hladnejše, poleti pa bolj vroče (razen na Robu). Durban na obali ima povprečno letno količino padavin 1010 mm. Povprečna opoldanska temperatura poleti (januar–marec) je 28 °C, najnižje zgodnje jutranje temperature pa v povprečju 21 °C. Pozimi (junij–avgust) je povprečna najvišja temperatura 23 °C, najnižja pa 11 °C. Poletne temperature v Pietermaritzburgu so podobne tistim v Durbanu, vendar je pozimi precej hladneje. Temperatura v Ladysmithu, bolj v notranjosti, v dolini reke Tugela, poleti doseže 30 °C, pozimi zvečer pa lahko pade pod ledišče. Drakensberg lahko doživi močno sneženje pozimi, z rahlim snegom občasno na najvišjih vrhovih poleti. Obalna regija Zululanda na severu province ima tropsko podnebje z visoko vlažnostjo, ki podpira številne kmetije sladkornega trsa.
Plaže KwaZulu-Natal so vrhunske kakovosti. Zaradi toplega obmorskega podnebja obiskovalci prihajajo skozi vse leto. Nekateri obiskovalci pridejo na vsakoletni poznojesenski ali zgodnjezimski tek sardin vzdolž obale KwaZulu-Natal, južno od Durbana. Pobeg sardel, imenovan »največja jata na svetu«, se pojavi, ko se milijoni sardel selijo iz svojih drstišč južno od južne konice Afrike proti severu vzdolž obale vzhodnega rta proti KwaZulu-Natalu. Sledijo poti blizu obale, kar pogosto povzroči, da veliko rib naplavi na plaže. Ogromna jata drobnih rib se lahko razteza več kilometrov; pleni ga na tisoče plenilcev, vključno z plenilskimi ribami, morskimi psi, delfini in morskimi pticami. Običajno jate razpadejo in ribe izginejo v globlji vodi okoli Durbana. Znanstveniki niso mogli odgovoriti na številna vprašanja o tem izjemnem sezonskem dogodku.

### Bushmanland
Bushmanland je sušno območje v notranjosti Namaqualanda (glej spodaj). Njegova severna meja je reka Oranje, za katero leži Namibija. Na jugu preide v severozahodni del Velikega Karuja. Na zahodu leži Griqualand West. Verjetno je najbolj negostoljubno območje v Južni Afriki zaradi sušnosti, nerodovitne zemlje in zelo slane podtalnice. Skupaj s puščavo Kalahari na severovzhodu je njena količina padavin najbolj spremenljiva (v odstotkih odstopanja od letnega povprečja), njen temperaturni razpon pa največji (razlika med povprečno temperaturo v januarju in juliju) v Južni Afriki. Njegov živalski in rastlinski svet pa je, čeprav redek, poln zanimivosti. Čeprav je veld preveč suh, da bi cvetel tako kot na zahodni obali Namaqualanda, je to, kar se pojavi, tudi ko je nekaj spomladanskega dežja, zelo nenavadno in pogosto strašljivo lepo.
Zelo produktiven rudnik navadnih kovin na kmetiji Aggeneys blizu ceste N14 med Upingtonom in Springbokom od leta 1977 izkorišča rudo, bogato s cinkom, svincem, bakrom in srebrom. Blizu, na vzhodu, je Ghaamsberg, ki ima zelo velika nahajališča cinka, vendar je ruda nizke vsebnosti in je zato trenutno nedonosna za rudarjenje v velikem obsegu.
Vaalputs, odlagališče jedrskih odpadkov, je postavljeno med Bushmanland in severozahodno od Velikega Karuja in deluje kot de facto naravni rezervat.

### Namaqualand
To je sušno območje ob severozahodni obali (severno od približno 31°S zemljepisne širine) Južne Afrike, deloma nad in deloma pod Velikim robom. Regija se razteza v Namibijo, severno od reke Oranje, kjer je znana kot Great Namaqualand ali Namaland. Južnoafriški del Namaqualanda je znan kot Mali Namaqualand in spada v provinco Severna Kaplandija. Regija je redko poseljena, večinoma z ljudmi, ki govorijo afrikanščino Nama in Kojkoji. Izvirna jezika Nama in Kojkoji se govorita le na nekaj oddaljenih območjih. Glavni gospodarski dejavnosti sta rudarstvo in ribolov ob obali.
Nekatera pomembnejša mesta na tem območju so Springbok, ki je glavno mesto te regije, pa tudi Kleinzee in Koiingnaas, obe zasebni rudarski mesti v lasti De Beers Diamond Mines. To območje je bogato z aluvialnimi diamanti, ki jih ob obali odlaga reka Oranje. Oranjemund je še eno rudarsko mesto ob tej obali, ki je v Namibiji, vendar zelo na meji. Kot že ime pove, je na ustju reke Orange, ki tvori mejo med Južno Afriko in Namibijo. Mesto Alexander Bay je na nasprotni strani rečnega ustja (tj. v Južni Afriki) in je z Oranjemundom povezano z mostom Ernesta Oppenheimerja. Druge povezave, ki prečkajo reko naprej navzgor, so ponovno uveden ponton pri Sendelingsdriftu v narodnem parku Richtersveld in cestni mostovi pri Vioolsdrifu (glavni mejni prehod med državama) in na oddaljenem mejnem prehodu Onseepkans.
Živahna ribiška industrija je vzdolž tega odseka južnoafriške zahodne obale, zlasti v Port Nollothu, ki je tudi glavno letovišče za ljudi, ki živijo v notranjosti Južne Afrike (npr. Gauteng), in Hondeklipbaai (ali Dogstonebay), imenovanem tako zaradi velikega balvana zunaj mesta, ki je, če ga pravilno pogledate, nejasno videti kot pes, ki sedi.
Bakrene zapestnice, ki so jih nosili Kojkoji, so vzbudile zanimanje nizozemskih uradnikov nizozemske naselbine, ki jo je leta 1652 ustanovil Jan van Riebeeck na Rtu. Posledično je bilo organiziranih več odprav, da bi odkrili vir tega bakra. Leta 1685 je bil v Bakrenih gorah v severnem Namaqualandu izkopan rudniški jašek, ki ga je še vedno mogoče videti v bližini zapuščenega rudnika Carolusberg nekaj kilometrov vzhodno od Springboka. Vendar se je komercialno rudarjenje začelo šele leta 1859 in v naslednjih 140 letih so bile iz 23 rudnikov na tem območju pridobljene ogromne količine rude. Springbok in njegova okoliška mesta (Nababeep in Okiep) so bila središče te rudarske dejavnosti. V začetku leta 2000 so zadnji rudnik zaprli. Vendar približno 115 km bolj v notranjosti, v Bushmanlandu, velik nov rudnik od leta 1977 pridobiva baker, svinec, cink in srebro iz nahajališč Black Mountain (prvotno 'Swartberg') v Aggeneysu. Visokokakovosten granit kopljejo na več mestih (npr. blizu Kamieskroona in Concordie) v tej z granitom bogati pokrajini.
Namaqualand je priljubljen med lokalnimi in mednarodnimi turisti v zgodnji pomladi (avgust - september), ko se to običajno sušno območje za kratek čas prekrije s kalejdoskopom barv v času cvetenja. To je po vsej Južni Afriki znano kot sezona marjetic Namaqualand, ko oranžne in bele marjetice ter na stotine drugih cvetočih vrst poženejo iz prej puste pokrajine. Del Malega Namaqualanda, znanega kot Richtersveld, je narodni park in svetovna dediščina, medtem ko se pogosto obiskani narodni park Namaqua in naravni rezervat Goegap nahajata na kratkih razdaljah od Kamieskroona oziroma Springboka.

### Okoliška oceana
Veliko večino južnoafriške meje sestavlja ocean – ali dva oceana, ki se po podatkih Mednarodne hidrografske organizacije uradno srečata na rtu Agulhas, najjužnejši točki Afrike. Njeno ozemlje vključuje Marion in otoke princa Edvarda, skoraj 2000 km južno od Cape Towna v subantarktičnem Indijskem oceanu.
Hladni Benguelski tok je z minerali bogat vzponski tok, ki teče proti severu vzdolž zahodne obale, potem ko je prišel iz mrzlih globin Atlantskega oceana. Plankton raste v teh rodovitnih vodah in podpira veliko število rib ter s tem uspešno (v preteklosti) ribiško industrijo. Prekomerni ribolov pa je zmanjšal pomen te ribiške industrije tako za lokalno kot tudi za državno gospodarstvo. Vzhodna obala ima Mozambiški/Agulhasov tok od severa proti jugu, ki zagotavlja toplo vodo. Ta dva toka močno vplivata na podnebje v državi, takojšnje izhlapevanje vzhodnih morij zagotavlja izdatne padavine, medtem ko Benguelski tok zadržuje vlago in povzroča puščavske razmere na zahodu.
Ob obali se v morje izliva več manjših rek, vendar nobena ni plovna in nobena ne nudi uporabnih naravnih pristanišč. Sama obala, ki je precej gladka, ponuja samo eno dobro naravno pristanišče v zalivu Saldanha severno od Cape Towna. Pomanjkanje sveže vode pa je do relativno nedavnega onemogočalo stalno naselitev tukaj. Natalski zaliv je na zemljevidu videti kot dobro naravno pristanišče, vendar je bil v naravnem stanju ob oseki suh. Kljub temu zdaj obstajajo prometna pristanišča v Cape Townu, Port Elizabethu, East Londonu, Durbanu v Natalskem zalivu in Richards Bayu. Zaliv Saldanha je danes pomembno pristanišče na koncu železniške proge Sishen–Saldanha za izvoz železove rude iz notranjosti.

## Podnebje
Južna Afrika je večinoma suha država, večina njenih zahodnih regij pa je polpuščava. Količina padavin se poveča na vzhodu (Highveld, KwaZulu-Natal in Eastern Midlands) in pade predvsem poleti. Ozek južni obalni pas prejme vse leto padavine na vzhodu (Garden Route), pozimi pa padavine na zahodu (na Kapski polotok in njegovo okolico). Poletja so topla do vroča, medtem ko se zimske temperature lahko razlikujejo, odvisno od kraja, od hudo mrzlih do hladnih. Tako ima Karu, ki zavzema velik del zahodne osrednje planote, podnebje, ki je poleti izredno vroče in pozimi močno hladno. V nasprotju s tem je vzhodna obala Indijskega oceana bujna, dobro namočena in ogrevana z Mozambiškim tokom; ob tej obali rastejo zaplate južnoafriških mangrov.
Južna obala, katere del je znan kot Garden Route, je zmerna in zelena. Kapski polotok in njegova okolica imajo sredozemsko podnebje s hladnimi, mokrimi zimami in toplimi, suhimi poletji (v notranjih dolinah postanejo bolj vroča). Sneg običajno zapade pozimi na višjih legah gorovja Cape Fold. Kapski polotok je znan po vetru: suhi 'jugovzhodni', ki piha skoraj neprekinjeno poleti (december–februar), in 'severozahodni', ki spremlja hladne fronte, ki prihajajo z Atlantika pozimi (junij–avgust). Vegetacijo območja Cape sestavljajo fynbos, nekaj travinja in goščave Albany.
Vzhodni del Karuja se ne razteza tako daleč proti severu kot zahodni del in se umakne ravninski pokrajini Svobodna država, ki – čeprav je še vedno polsušna – prejme nekaj več dežja. Severno od reke Vaal je Highveld bolje namočen, z letno količino padavin 760 mm in visoko nadmorsko višino (okoli 1750 m), ki blaži skrajno vročino celinskega območja na tej zemljepisni širini. Zime so mrzle, čeprav je sneg redek.
Severneje in vzhodneje, zlasti tam, kjer padec nadmorske višine za strmino daje ime Lowveld, temperatura narašča. Kozorogov trop prereže skrajni sever. Tu najdemo tipični južnoafriški Bushveld.
Pozimi je smučanje možno v visokogorskih regijah: Zmajevo gorovje (Drakensberg), ki tvori Vzhodni rob vzdolž meje KwaZulu-Natal/Lesoto, in v gorah reke Hex v Cape Fold Beltu, vendar je najhladnejši kraj v državi Sutherland v zahodni regiji Roggeveld v zgornjem Karuju, z minimalnimi srednjimi zimskimi temperaturami do –15 °C. Globoka notranjost zagotavlja najvišje temperature: leta 1948 je živo srebro doseglo 51,7 °C na severnem rtu Kalahari blizu Upingtona.

## Okoljska vprašanja
Južna Afrika je v zadnjih štirih desetletjih izgubila veliko območje naravnega habitata, predvsem zaradi prenaseljenosti, širjenja razvojnih vzorcev in krčenja gozdov v 19. stoletju. Južna Afrika je ena najhuje prizadetih držav na svetu, ko gre za invazijo tujerodnih vrst, pri čemer mnoge (npr. Acacia mearnsii, Acacia saligna, Hakea, Lantana in Jacaranda) predstavljajo veliko grožnjo domači biotski raznovrstnosti in že tako redkim vodnim virom. Prvotni zmerni gozd, ki so ga našli prvi evropski naseljenci, je bil neusmiljeno izkoriščan, dokler niso ostale le majhne zaplate. Trenutno so južnoafriška trda drevesa, kot so Podocarpus latifolius, Ocotea bullata in Olea capensis, pod strogim vladnim varstvom. Statistični podatki ministrstva za okoljske zadeve kažejo, da je bilo leta 2014 ubitih rekordnih 1215 nosorogov.

## Ekstremne točke
To je seznam skrajnih točk Južne Afrike, točk, ki so bolj severno, južno, vzhodno ali zahodno kot katera koli druga lokacija v državi.
Vključno z otoki princa Edvarda
- Najsevernejša točka: nad kmetijo Vlakte, okrožna občina Vhembe, provinca Limpopo (22°7′40″S 29°39′20″E / 22.12778°S 29.65556°E)
- Najjužnejša točka: Otok Marion, Otoki princa Edvarda (46°58′55″S 37°49′45″E / 46.98194°S 37.82917°E)
- Najbolj zahodna točka: ustje reke Oranje (blizu zaliva Alexander Bay), Severni rt (28°37′50″S 16°27′0″E / 28.63056°S 16.45000°E)
- Najbolj vzhodna točka: Otok princa Edvarda (46°38′25″S 38°0′5″E / 46.64028°S 38.00139°E)

Južnoafriška celina
- Najsevernejša točka: nad kmetijo Vlakte, provinca Limpopo
- Najjužnejša točka: rt Agulhas, Zahodni Kapland (34°50′0″S 20°0′0″E / 34.83333°S 20.00000°E)
- Najbolj zahodna točka: ustje reke Oranje, Severni rt
- Najbolj vzhodna točka: plaža pod Monte Ouro (blizu zaliva Kosi), KwaZulu-Natal (26°51′30″S 32°53′30″E / 26.85833°S 32.89167°E)
- Skrajna jugozahodna točka: Rt dobrega upanja, Zahodni Kapland (34°50′00″S 19°59′55″E / 34.833235°S 19.998571°E)[16]
- Skrajna jugovzhodna točka: Vzhodni rt (32°34′20″S 28°33′4″E / 32.57222°S 28.55111°E)